# Henri-Robert Von der Mühll
Henri-Robert Von der Mühll, parfois appelé en français Robert Van der Mühll, né le 5 octobre 1898 à Mulhouse et mort le 17 novembre 1980 à Lausanne, est un architecte suisse.

## Biographie
Après avoir suivi des études d'architecture à l'École polytechnique fédérale de Zurich, il se forme dans plusieurs villes d'Europe avant d'ouvrir son propre atelier à Lausanne en 1925. Il est cofondateur des Congrès internationaux d'architecture moderne avec Le Corbusier et cosignataire du manifeste de la Sarraz.
Ses réalisations concernent principalement la ville de Lausanne (où il construit la maison de Maurice Foetisch en 1930-1931, réalise l'immeuble de la Chandoline et prend en charge l'aménagement du quartier de Valency) ainsi que différents jardins et des parcs.
En 1973, il fait paraitre un ouvrage intitulé De l'architecture. Le fonds de ses archives est conservé à l'École polytechnique fédérale de Lausanne depuis sa mort.